# Kitchener (Kanada)
Kitchener (do 1916 r. Berlin) – miasto (ang. city) w Kanadzie, w prowincji Ontario, w regionie Waterloo. Tworzy z pobliskim Waterloo obszar miejski potocznie nazywany Kitchener-Waterloo lub K-W.
Liczba mieszkańców Kitchener wynosi 204 668. Język angielski jest językiem ojczystym dla 71,7%, francuski dla 1,4% mieszkańców (2006).
Osada na miejscu obecnego Kitchener została założona około 1800 r. przez mennonitów. Nazwano ją "Berlin" ze względu na niemieckie pochodzenie osadników. Jako datę oficjalnego założenia wsi przyjmuje się 1854 r. W 1856 do Berlina doprowadzono linię kolejową Grand Trunk Railway, a przez następne pół wieku do miasta spływali imigranci z Niemiec. 9 czerwca 1912 r. Berlin otrzymał prawa miejskie. Wskutek wybuchu I wojny światowej i wynikających z niej antyniemieckich sentymentów w Kanadzie, nazwa miasta została zmieniona 1 września 1916 na cześć niedawno zmarłego brytyjskiego marszałka Horatio Kitchenera. Zmiana nie odbyła się bez kontrowersji: jej przeciwników przedstawiano jako niepatriotycznych, pozostania przy ówczesnej nazwie nie brano pod uwagę, a w referendum, które miało zadecydować o nowej nazwie, zagłosowało jedynie 892 osób (ludność miasta wynosiła wtedy około 15 tys.) z czego na opcję Kitchener zaledwie 346.
Powierzchnia Kitchener to 136,86 km². Mieszka tutaj znacząca liczba ludzi pochodzenia niemieckiego (ponad 47 tys. w 2001 r., 25 proc. ogółu) oraz ponad 10 tysięcy ludzi pochodzenia polskiego.
W mieście organizowany jest Kitchener-Waterloo Oktoberfest, który corocznie przyciąga ponad 700 tysięcy gości i jest uważany za największy Oktoberfest poza granicami Niemiec.
W mieście rozwinął się przemysł samochodowy, elektrotechniczny, metalowy, meblarski, włókienniczy, gumowy oraz spożywczy.

## Urodzeni w Kitchener
- Dana Ellis – kanadyjska lekkoatletka, tyczkarka
- William Lyon Mackenzie King – kanadyjski polityk, premier Kanady
- David Morrell – twórca postaci Rambo
- Rebecca Pavan – kanadyjska siatkarka
- Jamal Murray – kanadyjski koszykarz

W mieście wychował się Lennox Lewis.

## Sport
- Kitchener Rangers – klub hokejowy